# Monumento alla Resistenza europea
Il monumento alla Resistenza europea è un memoriale, opera di Gianni Colombo, situato a Como, nei giardini a lago della città.

## Storia
Il monumento alla Resistenza europea è stato realizzato a partire dal 1978 dall'artista milanese Gianni Colombo ed è stato inaugurato il 28 maggio 1983 dall'allora presidente della Repubblica Sandro Pertini.

## Descrizione
Il monumento è un memoriale dedicato alla Resistenza contro i regimi nazifascisti e ai morti causati da tali regimi.
È costituito da tre scale che si protendono verso tre grandi lastre, dove sono riportate scritte di condannati a morte nella seconda guerra mondiale. Traduzioni delle scritte in sette lingue (italiano, inglese, francese, tedesco, russo, giapponese ed ebraico) si trovano su lastre in marmo posizionate lungo i vialetti che costeggiano le scale. 
Il monumento raccoglie inoltre pietre provenienti dai campi di sterminio nazisti e dalla città di Hiroshima.

## Note

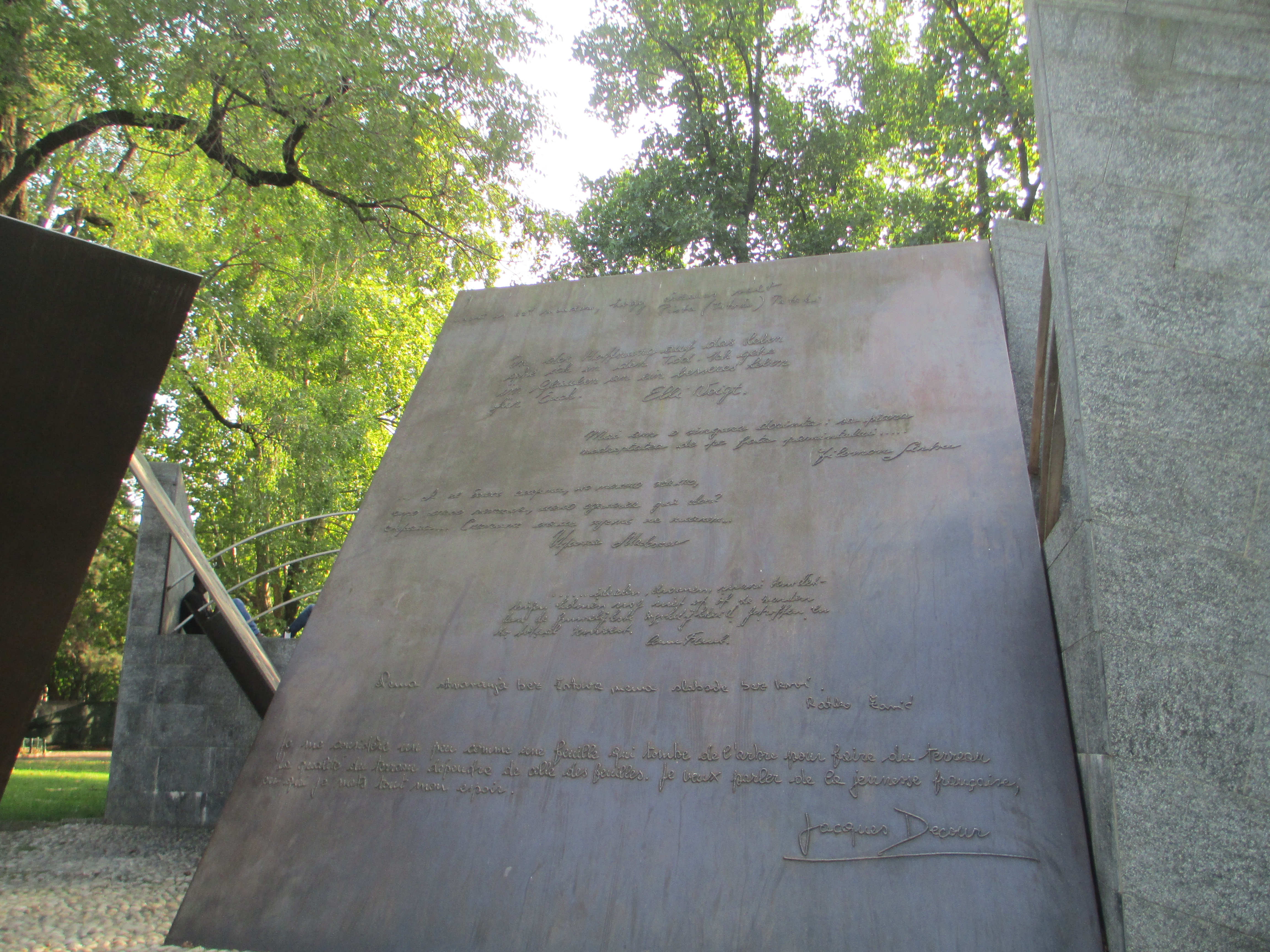
Particolare del monumento, con le scritte dei condannati a morte.